# Distretto di Bajanhutag
Il distretto di Bajanhutag è uno dei diciassette distretti (sum) in cui è suddivisa la provincia del Hėntij, in Mongolia. Conta una popolazione di 1.656 abitanti (censimento 2010). 